# Max Urban
Max Urban (* 9. April 1984 in Lachen, Schweiz, als Sergio Maximiliano Luvualu) ist ein Schweizer Pop- und RnB-Sänger.

## Karriere
Bereits mit sieben Jahren entdeckte Max Urban im von seiner Mutter geleiteten Familienchor Voz de Africa seine Leidenschaft für die Musik. Er wurde 2003 durch die Schweizer Castingshow MusicStar bekannt, in der er bis ins Finale vordrang.
2010 war Max Urban als Kollaborationspartner auf über 20 Titeln diverser Projekte von Dance-Musik über Hip-Hop- bis hin zu RnB-Songs der Schweizer Musikszene vertreten. Darunter waren auch Künstler wie Christopher S (Star) oder David May (Facebook Love).
Der bisher kommerziell erfolgreichste Song trägt den Namen Star. Der Song wurde mit dem Schweizer DJ Christopher S aufgenommen. Er erreichte in mehreren europäischen Ländern die Charts, darunter auch in Deutschland, Frankreich und der Schweiz. Bei der Nachfolgersingle One Day war er ebenfalls Gastmusiker bei Christopher S.
Daraufhin arbeitete er mit verschiedenen DJs und Sängern zusammen. Darunter waren David May, Tito Torres und Negatif. Jedoch konnte keine dieser Singles die Charts erreichen.
Seit 2012 ist er beim Dance-Label Kontor Records unter Vertrag und veröffentlichte kurz darauf seine erste eigene Single Best Party in Town, die auch auf dem Sampler Kontor House of the House Vol. 15 zu finden ist.
Ebenfalls im Jahr 2012 erschienen mehrere deutschsprachige Singles von ihm. Bei all diesen war er als Gastmusiker verschiedener Künstler wie C.mEE oder Samurai angegeben. Die Songs vertraten allesamt eher das Genre Rap als den, für ihn eher typischen Dance-Pop-Stil.
Im Dezember 2012 wurde eine neue Single mit Christopher S angekündigt. Sie trägt den Titel Put Your Hands Up For the World. Die erschien am 24. Mai 2013 und wurde wie auch alle anderen Kontor Releases auf einem Sampler vorgestellt. Das offizielle Musikvideo erschien bereits erstmals am 3. März 2013 auf Sirup Music.

## Diskografie

### Singles
- 2012: Best Party in Town (feat. Rocky Rock)
- 2014: Get The Party Started
- 2014: I Dont Care

als Gastmusiker
- 2010: You're All I Need (mit Kwan Hendry)
- 2010: Nume mir (mit Larry F)
- 2011: Star (mit Christopher S)
- 2011: One Day (mit Christopher S)
- 2011: Facebook Love (mit David May)
- 2011: When the Sun Goes Down (mit Tito Torres)
- 2012: Sky's The Limit (mit Negatif)
- 2012: Für es Jahr en Star (mit Kingsize & O-LUV)
- 2012: Du weisch wies lauft (mit C.mEE feat. Samurai)
- 2013: Put Your Hands Up For the World (mit Christopher S)
- 2013: Rock this Club (mit Christopher S)
- 2014: Weekendlove (mit Rocky Rock)
- 2014: Machs Für Dich (mit EKR, Chili, Didi)